# Marketing destinace cestovního ruchu

## Vymezení pojmu destinace cestovního ruchu
Destinace cestovního ruchu je místo (oblast), které má z hlediska podmínek rozvoje cestovního ruchu unikátní vlastnosti. Výkladový slovník pod pojmem destinace cestovního ruchu rozumí v užším smyslu cílovou oblast v daném regionu, pro kterou je typická bohatá nabídka atraktivit a infrastruktury cestovního ruchu. V širším pojetí především atraktivní země, regiony, lidská sídla a další oblasti s rozvinutými službami a infrastrukturou, kdy výsledkem je dlouhodobá koncentrace návštěvníků.

## Trh cestovního ruchu
Trh cestovního ruchu má mnoho zvláštností vyplývajících z charakteru potřeb klientů a služeb nabízených v cestovním ruchu.
Hlavní rysy trhu cestovního ruchu jsou:
- podnikání je dlouhodobou záležitostí;
- produkt má nehmotný charakter;
- závislost na přírodním a historickém potenciálu;
- politicko-správní podmínky; politická stabilita/ nestabilita; míra podpory orgánů státní; správy a samosprávy
- nabídka, poptávka a spotřeba místně a časově oddělena;
- poptávka ovlivněna přírodními faktory (např. počasí);
- nabídka a poptávka v těsném vztahu;
- sezónnost.

## Marketing destinace
Marketing destinace je definován jako řízený a cílený souhrn aktivit vyvažující cíle destinace s potřebami návštěvníků.
Marketing destinace je možné charakterizovat osmi základními znaky:
- uspokojování potřeb a požadavků návštěvníků;
- plynulé řízení činností;
- sled jednotlivých kroků;
- filosofie marketingu musí být akceptována všemi účastníky v destinaci;
- identifikování budoucích potřeb návštěvníků;
- vzájemní vnitřní závislost mezi subjekty v destinaci;
- cílem je zisk;
- marketing ovlivňuje sociální a ekonomickou oblast.

Snahou marketingového řízení destinace je především ovlivňování množství, složení, časového a místního rozložení poptávky v destinaci.

## Marketingový mix destinace
Tradiční marketingový mix by měl tyto složky sladit dohromady do ideální kombinace. Všechny prvky marketingového mixu jsou nástroje, u kterých má management destinace nebo podnikatel možnost je ovlivnit a přizpůsobit neustálým změnám. Prostřednictvím marketingového mixu lze realizovat stanovené cíle. V praxi bohužel není univerzální návod na sestavení efektivního a ideálního marketingového mixu. Podnik nebo destinace, která se chová v souladu se zásadami správného marketingu, realizuje své stanovené cíle prostřednictvím spokojenosti zákazníků. Před sestavením marketingového mixu je třeba prvotně analyzovat prostředí, segmentaci trhu a vybrat vhodný cílový trh neboli segment.
Marketingový mix obsahuje následující složky:
- produkt (product)

Produkt destinace cestovního ruchu je složen z primární nabídky, kterou tvoří příroda
a primární antropogenní nabídka, a sekundární nabídky, jež je zastoupena především infrastrukturou cestovního ruchu. Na celkovém charakteru produktu destinace se podílejí samotní zákazníci- hosté a turisté, kteří se spolupodílejí na vytváření atmosféry návštěvního místa, vytvářejí jeho pověst (image) a tím i pověst nabízených produktů.
- distribuce (distribution)

Distribuce je nástrojem, pomocí kterého zajišťujeme, aby se produkt dostal ve správném čase a místě ke konečnému klientovi. Památky, většinou ani muzea a galerie, jež obvykle sídlí v historických objektech, si nemohou vybrat místo. Zákazníkovi ale lze pomoci v orientaci a usměrnění, aby věděl, jak se má k instituci nejčastěji dostat pomocí orientačních značek.
- cena (price)

Cenové nabídky jsou důležité především v reklamních kampaních nebo u podpory prodeje. Všechny složky marketingového mixu produkují náklady, ale cena produkuje výnosy. V neziskové sféře má cena zvláštní postavení, protože kulturní památky jsou veřejným statkem, který je dotován z veřejných rozpočtů a cena na trzích umění je ovlivněna mnoha specifickými faktory, např. vkusem, preferencemi, motivy apod. Mezi omezující vnější faktory v kulturní a neziskové sféře lze považovat především společenské, právní a ekonomické činitele.
- komunikační mix (propagace), (promotion)

Cílem komunikačního mixu neboli propagace je přesvědčení potenciálních klientů o výhodách nákupu výrobků a využití služeb. Organizace chce vzbudit zájem, aby potenciální zákazníci produkt vyzkoušeli, zároveň vybízí dosavadní klienty, aby produkt kupovali opakovaně.V oblasti cestovního ruchu je nutné pracovat s rozšířeným marketingovým mixem obsahujícím složku lidé (People). V této oblasti dochází ke kontaktu s návštěvníky, poskytovateli služeb, ale i obyvateli destinace, která tvoří tzv. hostitelskou komunitu. Z pohledu návštěvníků je hodnocena kvalita poskytovaných služeb a pozitivní přístup hostitelské komunity. Obyvatelé destinací sdílejí své prostředí dobrovolně, oficiálně ale i náhodně. Lidé trvale žijící v destinaci by měli být informováni o koncepci rozvoje cestovního ruchu v oblasti a jeho přínosu. Mezi přínosy se řadí především nové pracovní pozice, podpora rozvoje kultury a tradic, zvýšení životního standardu, ale zároveň je nutné zmínit i negativní dopady na destinaci a navrhnout řešení k jejich minimalizaci či návrh, jak jim předejít.

## Marketing destinace pro investory
Cílem marketingu destinace není vždy vytváření nových produktů a jejich následný prodej cílovým zákazníkům. Marketing destinace bývá zaměřen na přilákání investorů, kteří by byli ochotni investovat do cestovního ruchu, ale i jiných odvětví. Základem vstupu investora bývá investiční pobídka a dobrá infrastruktura regionu. Rozhodujícím prvkem je vyspělost infrastruktury služeb (např. obchody, čerpací stanice, banky, lékárny…), infrastruktura z technického hlediska, demografie (např. zaměstnanost ve službách, průmyslu, složení a hustota populace) a objem veřejných financí.
Snahou marketingového řízení destinace je především ovlivňování množství, složení, časového a místního rozložení poptávky v destinaci.

## Cestovní ruch v souvislosti s národní ekonomikou
Cestovní ruch na pozici regionální, národní nebo světové ekonomiky je nejčastěji spojován s realizací příjmů, rozvojem činnosti v podnikatelské oblasti, s budováním nových pracovních míst, ale i s realizací daňových a jiných pozitivních dopadů. Je potřeba sledovat pozitivní dopady cestovního ruchu, avšak i negativní efekty, které se zpravidla projevují jako negativní externality na fyzickém nebo sociokulturním prostředí.
Cestovní ruch na úrovni národní ekonomiky vytváří tři typy ekonomických efektů:
- přímé efekty;
- nepřímé efekty;
- indukované efekty.

Přímé efekty jsou zahnuty v odvětvích, kde dochází k přímému kontaktu poskytovatele s účastníkem cestovního ruchu. Příkladem může být zakoupení pobytu v hotelu. Nepřímé efekty nalezneme především na úrovni dodavatelsko-odběratelských vztahů. Příkladem je nákup nábytku a jiného vybavení pro hotel. Indukované efekty turismu tvoří další uskutečnění příjmů ze soukromého a veřejného sektoru, ale i domácností. Pohled na kulturu z hlediska ekonomiky nezahrne všechny aspekty této oblasti, avšak pro rozvoj a výši veřejných rozpočtů je zásadní. Ekonomizace kultury definuje kulturu jako kapitál. Přesné měření vlivu kultury na oblast hospodářství komplikují národní statistiky, protože působící vlivy jsou měřeny pouze částečně, někdy dokonce vůbec. Kulturní průmysl je neodmyslitelnou součástí odvětví služeb, které má růstový charakter. V globálním měřítku tento trend převýšil celkové tempo růstu ekonomiky.